# Markel Fernández
Markel Fernández Soto (Sopela, 6 febbraio 2003) è un velocista spagnolo.

## Carriera sportiva
Si allena con Iago Hermida Benítez e corre per il club Alcampo Scorpio 71 di Saragozza, con cui è tesserato dal 2023.
Nel 2021 ha debuttato a livello internazionale al campionato europeo under 20, dove ha ottenuto il 22º posto a livello individuale e il 13° nei 4x400 metri.
Nel 2022, dopo essersi laureato campione di Spagna under 20, ha partecipato ai campionati mondiali under 20, raggiungendo le semifinali nei 400 metri piani e la finale nella staffetta 4x400 metri. In questa prova, insieme ad Ángel González, Alberto Guijarro e Gerson Pozo, ha battuto il record nazionale di categoria.
Nel 2023 prende parte agli europei indoor di Istanbul, dove ha conquistato il 4º posto nella staffetta 4x400 metri con Óscar Husillos, Lucas Búa e David García Zurita. Nello stesso anno ha partecipato al campionato europeo under 23 a Espoo, in Finlandia, dove ha ottenuto il 13º posto nei 400 metri piai e il 6° nella 4x400 metri maschile.
Agli europei indoor di Apeldoorn del 2025 conquista la medaglia d'argento nella staffetta 4x400 metri con il crono di 3'05"18 (nuovo record nazionale spagnolo).

## Record nazionali
Seniores
- Staffetta 4×400 metri indoor: 3'05"18 ( Apeldoorn, 9 marzo 2025) (Markel Fernández, Manuel Guijarro, Óscar Husillos, Bernat Erta)

## Palmarès
| Anno | Manifestazione | Sede      | Evento      | Risultato  | Prestazione | Note                                                           |
| ---- | -------------- | --------- | ----------- | ---------- | ----------- | -------------------------------------------------------------- |
| 2025 | Europei indoor | Apeldoorn | 400 m piani | Semifinale | 46"82       |                                                                |
| 2025 | Europei indoor | Apeldoorn | 4x400 m     | Argento    | 3'05"18     | Record nazionale                                               |
| 2025 | Europei U23    | Bergen    | 4x400 m     | Oro        | 3'02"02     | Record dei campionati · Miglior prestazione nazionale under 23 |